# 7 giugno
Il 7 giugno è il 158º giorno del calendario gregoriano (il 159º negli anni bisestili). Mancano 207 giorni alla fine dell'anno.

## Eventi
- 431 – Apertura del Concilio di Efeso su convocazione dell'imperatore Teodosio II;
- 1099 – Prima crociata: inizia l'Assedio di Gerusalemme;
- 1494 – Spagna e Portogallo firmano il Trattato di Tordesillas che divide il Nuovo Mondo tra le due nazioni;
- 1507 – Papa Giulio II riconosce la santità di Nicolò Politi;
- 1640 – Un gruppo di segadors ("mietitori" in catalano, contadini locali) armati di falci entrano a Barcellona e uccidono i funzionari del re di Spagna Filippo IV, dando il via alle sollevazioni per l'indipendenza della Catalogna;
- 1654 – Luigi XIV viene incoronato re di Francia;
- 1672 – Battaglia navale di Sole Bay: nell'ambito della guerra d'Olanda, l'ammiraglio olandese Michiel de Ruyter sconfigge la flotta anglo francese; il re di Gran Bretagna Carlo II Stuart e quello francese Luigi XIV devono rinunciare ad attaccare le Province Unite via mare come avevano pianificato prima di dichiarare guerra;
- 1776
  - Alcuni invasori americani si scontrano con i britannici a Trois-Rivières (Québec);
  - Richard Henry Lee presenta la Risoluzione di Lee al Secondo congresso continentale proponendo una Dichiarazione d'indipendenza degli Stati Uniti d'America;
- 1800 – David Thompson raggiunge la foce del Fiume Saskatchewan nel Manitoba;
- 1832 – Il colera asiatico, portato a Québec dagli immigranti irlandesi, uccide circa 6000 persone nel Basso Canada;
- 1862 – Gli Stati Uniti d'America e il Regno Unito concordano per la soppressione della tratta degli schiavi;
- 1863 – Città del Messico viene presa dalle truppe francesi;
- 1866 – I 1800 banditi del Fenian vengono respinti negli Stati Uniti dopo aver saccheggiato i dintorni di St-Armand e Frelighsburg (Québec);
- 1874 – Inaugurazione del Teatro Politeama di Palermo con I Capuleti e i Montecchi di Vincenzo Bellini;
- 1892 – Benjamin Harrison diventa il primo presidente degli Stati Uniti d'America a presenziare ad una partita di baseball;
- 1905 – La Norvegia dichiara dissolta l'unione con la Svezia;
- 1914
  - Il primo vascello passa attraverso le chiuse del Canale di Panama;
  - Ad Ancona inizia la Settimana rossa;
- 1919 – Rivolta del Sette giugno a Malta dove truppe inglesi aprirono il fuoco sulla folla disarmata uccidendo quattro persone;
- 1926 – Antoni Gaudí viene investito da un tram;
- 1927 – A Roma, dalla fusione tra Alba Audace, Fortitudo Pro Roma e Roman, nasce l'Associazione Sportiva Roma;
- 1929 – Città del Vaticano diventa uno Stato sovrano;
- 1935 – Pierre Laval diventa primo ministro di Francia;
- 1938 – Il Douglas DC-4 compie il suo primo volo;
- 1940 – Re Haakon VII di Norvegia, il principe della Corona Olav e il governo norvegese lasciano Tromsø e vanno in esilio a Londra;
- 1942
  - Seconda guerra mondiale: le truppe giapponesi sbarcano sulle isole di Attu e Kiska nelle Isole Aleutine;
  - Seconda guerra mondiale: finisce la battaglia delle Midway;
- 1944 – Soldati della 12. Divisione Panzer SS "Hitlerjugend" giustiziano 23 prigionieri di guerra canadesi in Normandia;
- 1945
  - Seconda guerra mondiale: Re Haakon VII di Norvegia ritorna con la sua famiglia a Oslo dopo cinque anni di esilio;
  - Seconda guerra mondiale: il criminale nazista Oskar Dirlewanger, comandante della famigerata 36. Waffen-Grenadier-Division der SS, viene bastonato a morte da ex prigionieri di un campo di sterminio;
- 1948 – Edvard Beneš rassegna le dimissioni da presidente della Cecoslovacchia per non firmare una costituzione che renderebbe il suo paese uno Stato comunista;
- 1953 – Si svolgono le elezioni politiche in Italia;
- 1981
  - L'Aeronautica militare israeliana distrugge il reattore nucleare iracheno di Osiraq con l'Operazione Babilonia;
  - Rogo del Ballarin: a San Benedetto del Tronto un incendio si sviluppa all'interno della Curva Sud dello Stadio Fratelli Ballarin mentre sta per avere inizio l'incontro di calcio Sambenedettese-Matera, causando due morti e quasi un centinaio di feriti, di cui 11 gravemente ustionati;
- 1984 – Durante un comizio a Padova, sul palco di Piazza della Frutta, il leader del PCI Enrico Berlinguer viene colpito da un ictus: morirà quattro giorni più tardi;
- 1992 – Azerbaigian: Abülfaz Elçibay viene eletto presidente della Repubblica;
- 1993 – Nel giorno del suo 35º compleanno, Prince cambia il suo nome con un simbolo impronunciabile e diventa The Artist formerly known as Prince ("L'artista precedentemente noto come Prince")[1];
- 1997 – Un utente di computer noto come "_eci" pubblica il suo sorgente in codice Microsoft C: su un exploit di Windows 95 e Windows NT, che diventerà in seguito noto come WinNuke; il sorgente ottiene un'ampia diffusione su Internet e la Microsoft è costretta a distribuire una patch di sicurezza;
- 2006 – L'esercito USA, con la collaborazione dell'intelligence giordana e delle forze di sicurezza irachene, uccide con un raid aereo il leader di Al Qaida in Iraq, Abu Mus'ab al-Zarqawi;
- 2024 – Elezioni europee del 2024.

## Nati
Ci sono circa 1 060 voci su persone nate il 7 giugno; vedi la pagina Nati il 7 giugno per un elenco descrittivo o la categoria Nati il 7 giugno per un indice alfabetico.

## Morti
Ci sono circa 470 voci su persone morte il 7 giugno; vedi la pagina Morti il 7 giugno per un elenco descrittivo o la categoria Morti il 7 giugno per un indice alfabetico.

## Feste e ricorrenze

### Civili
Nazionali:
- Hlb Communities Day
- Giornata mondiale sicurezza alimentare voluta dall'Assemblea generale delle Nazioni Unite
- Malta - Sette giugno
- Norvegia - Giornata della dissoluzione dell'Unione

### Religiose
Cristianesimo:
- Sant'Andronico di Perm, vescovo e martire (Chiese di rito orientale)
- Sant'Antonio Maria Gianelli, vescovo
- San Coloman di Druim Mor, vescovo e abate
- San Godescalco dei Vendi, re e martire
- Santi Pietro, Valabonso, Sabiniano, Vistremondo, Abenzio e Geremia, martiri a Cordova
- San Roberto di Newminster, abate cistercense
- Beata Anna di San Bartolomeo, carmelitana scalza
- Beato Demostene Ranzi, francescano
- Beato Landolfo da Vareglate, vescovo
- Beata Maria Teresa de Soubiran La Louvière, fondatrice delle Suore di Maria Ausiliatrice
- Beato Luigi Caburlotto, sacerdote e fondatore delle Figlie di San Giuseppe del Caburlotto

Religione romana antica e moderna:
- Vestalia, primo giorno (Vesta aperitur): apertura del penus (parte più interna e segreta) dell'Aedes Vestae (il Tempio di Vesta nel Foro Romano).
- Dio Fidio sul colle Quirinale